# Суперкомп'ютер Ломоносов-2
Суперкомп'ютер «Ломоносов-2» — найпотужніший суперкомп'ютер Росії і Східної Європи пікова продуктивність якого на даному етапі становить 2,57 петафлопс, побудований компанією «Т-Платформи» для МДУ ім. М. В. Ломоносова. Встановлений в Московському державному університеті імені М. В. Ломоносова і створений з метою збільшення продуктивності суперкомп'ютерного комплексу МДУ для підтримки досліджень на провідному світовому рівні в частині проведення великих і ресурсномістких розрахунків, які використовують понад тисячі процесорів одночасно. При створенні суперкомп'ютера в 2014 році використовувалися сверхінтегрірованние рішення A-Class компанії Т-Платформи. З червня 2014 Ломоносов-2 проходить фазу тестування і сертифікації. У листопаді 2014 система, що складалася з 1280 вузлів (5 стійок) на базі процесорів Xeon E5 v3 і прискорювачів Nvidia K40M, .
У перших публікаціях про суперкомп'ютері назву «Ломоносов-2» не використовувалося, говорилося про кластер типу «A-Class», встановленому компанією «Т-Платформи» в МДУ.

## Обчислювач
В основі нового суперкомп'ютера МДУ — унікальні російські апаратні розробки. Обчислювальна частина системи побудована на базі суперкомп'ютерних платформ A-Class з високою щільністю обчислень, які дозволяють розміщувати до 535 терафлопс процесорної потужності в одній стійці. A-Class — суперкомп'ютер «рівня стійки», де всі елементи тісно інтегровані всередині спеціально розробленого обчислювального шафи. A-Class має рідинну систему охолодження, в якій теплоносієм виступає вода з високим тепловим потенціалом. 192 таких стійки можна об'єднати в суперкомп'ютер піковою продуктивністю понад 100 петафлопс.
У новому суперкомп'ютері МДУ 5 обчислювальних стійок з 1280-ма вузлами на базі 14-ядерних процесорів Intel® Xeon® E5-2697 v3 і прискорювачів NVIDIA® Tesla ™ K40, із загальним обсягом оперативної пам'яті більше 80 ТБ. В системі дві незалежні керуючі мережі стандарту Ethernet і дві мережі FDR InfiniBand. Одна з них використовується для MPI-трафіку і має сучасну топологію Flattened Butterfly, яка не тільки краще масштабується на системах великого розміру, але і дозволяє знизити кількість використовуваних мережевих комутаторів, скорочуючи вартість мережевої інфраструктури до 40 % в порівнянні з традиційними топологиями. Друга мережа InfiniBand використовується для доступу до даних і має стандартну топологію Fat Tree. Дворівнева система зберігання включає сховище розрахункових даних обсягом 344 ТБ на базі паралельної файлової системи Lustre, а також одну полицю Panasas ActiveStor 16 для більшого розміщення домашніх файлових систем користувачів.

## Інженерна інфраструктура
Кожна стійка суперкомп'ютера споживає до 130кВт і охолоджується водою з температурою до + 44 ° С, яка підводиться в радіатори, тісно прилеглі до обчислювальних платам. Контур водяного охолодження побудований із застосуванням безкапельних роз'ємів. Крім більш високої щільності обчислень на стійку і зниження рівня шуму в машинному залі, охолодження водою з такою температурою дозволяє скоротити кількість споживаного всім суперкомп'ютерним комплексом електрики, а також цілий рік застосовувати режим так званого «вільного охолодження». Це дозволяє знизити як капітальні вкладення в інженерну інфраструктуру суперкомп'ютерного центру, так і експлуатаційні витрати, тому що замість дорогих і енергоємних холодильних машин використовуються сухі охолоджувачі (т. зв. «драйкулери»), які споживають значно менше енергії.

## Застосування
Доступ до нового суперкомп'ютера вже отримало близько 600 наукових колективів з підрозділів МДУ, інститутів РАН та інших організацій. Система дозволяє реалізувати масштабні дослідницькі проекти в галузі медицини (наприклад, моделювання молекулярних процесів в живій клітині), інженерних розрахунків (серед них — найскладніші проблеми вихровий аеродинаміки і аналізу процесів горіння), а також астрофізики, матеріалознавства, енергетики та багатьох інших областей.

## Позиції в рейтингах
Позиції в рейтингу TOP500 найпотужніших суперкомп'ютерів світу:
- червень 2014—129 місце (конфігурація в 6.4 тис. ядер);
- листопад 2014 року — 22 місце (37.1 тис. ядер);
- червень 2015 — 31 місце;
- листопад 2015 — 35 місце;
- червень 2016 — 41 місце (42.7 тис. ядер);
- листопад 2016 — 52 місце;
- червень 2017 — 59 місце;
- листопад 2017 — 63 місце.

У рейтингу Топ-50 суперкомп'ютерів СНД займає перше місце.